# موراتا شینپاچی

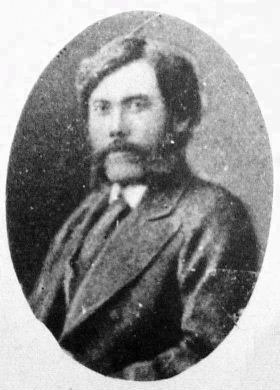

موراتا شینپاچی (به ژاپنی: 村田新八) (۱۸۷۷ – ۱۸۳۶ میلادی) یک سامورایی و سیاستمدار در دوره باکوماتسو از اهالی قلمروی ساتسوما بود.